# 잭 오코널
잭 오코널(Jack O'Connell, 1990년 8월 1일 ~ )는 잉글랜드의 배우이다. 《스킨스》에서 제임스 쿡 역으로 잘 알려져 있다.

## 출연 작품
- 해리 브라운 - 마키 역
- 언브로큰 - 루이 잠페리니 역
- 머니 몬스터 - 카일 버드웰 역
- 홈
- 튤립 피버 - 빌럼 역
- 철의 심장을 가진 남자 - 얀 쿠파스 역
- 트라이얼 바이 파이어 - 카메론 역
- 세버그 - 잭 솔로몬 역
- 정글랜드
- 리틀 피쉬
- 씨너스: 죄인들 - 레믹 역